# Weyburn
Weyburn ist eine Stadt in der kanadischen Prärieprovinz Saskatchewan. Sie ist im Jahr 2021 mit 11.049 Einwohnern die neuntgrößte Stadt dieser Provinz.

## Geographie
Weyburn liegt am Souris River, ca. 100 Kilometer südöstlich von Regina. Die Grenze zum US-Bundesstaat North Dakota im Süden ist 75 Kilometer entfernt. Die Saskatchewan Highways 13, 35 und 39 verlaufen durch Weyburn. Im Nordwesten befindet sich der Wayburn Airport.

## Geschichte
Die Gegend wurde erstmals im Jahr 1892 besiedelt, nachdem dort Eisenbahnlinien installiert wurden. Einige Chronisten sind der Ansicht, die Ansiedlung erhielt ihren Namen von einem aus Schottland stammenden Siedler, der den Souris River überquerte und die Stelle mit den schottischen Worten wee für ‚klein‘ und burn für ‚Bach‘ beschrieb. Später wurde diese Wortschöpfung dann in Weyburn geändert. Andere Historiker meinen, die Ortsbezeichnung wurde zu Ehren eines am Bau einer Eisenbahnlinie beteiligten Supervisors gewählt. Die Stadt entwickelte sich bald zu einem bedeutenden Eisenbahnknotenpunkt.
Heute ist Weyburn Kanadas größter Binnen-Getreide-Umschlagsplatz. Außerdem wird in der Umgebung Erdöl aus über 600 Bohrlöchern gefördert. Die Stadt beherbergt die Eishockeymannschaft der Weyburn Red Wings sowie das Turner Curling Museum und das Soo Line Historical Museum.

## Söhne und Töchter der Stadt
- Shirley Douglas (1934–2020), Schauspielerin
- Pat Binns (* 1948), Politiker
- Guy Gavriel Kay (* 1954), Fantasyautor
- Tiger Williams (* 1954), Eishockeyspieler
- Richard Carson Steuart (* 1956), Trompeter
- Gordon Sherven (* 1963), Eishockeyspieler
- Carla Beck (* 1973), Politikerin
- Derrick Pouliot (* 1994), Eishockeyspieler
- Tenille Arts (* 1994), Country-Singer-Songwriter